# Bingo!
Bingo! je studiové album americké rockové skupiny Steve Miller Band, vydané 15. června 2010. Album bylo nahrané v letech 2008 a 2009.

## Seznam skladeb
1. "Hey Yeah" (Paul Henry Ray, Jimmie Vaughan)
2. "Who's Been Talkin'?" (Chester Burnett)
3. "Don't Cha Know" (Vaughan)
4. "Rock Me Baby" (Joe Josea, B.B. King)
5. "Tramp" (Lowell Fulson, Jimmy McCracklin)
6. "Sweet Soul Vibe" (Nile Rodgers, Vaughan)
7. "Come On (Let the Good Times Roll)" (Earl King)
8. "All Your Love (I Miss Loving)" (Otis Rush)
9. "You Got Me Dizzy" (Jimmy Reed, Ewart G. Abner Jr.)
10. "Ooh Poo Pah Doo" (Jessie Hill)

Bonusy na speciální edici
1. "Ain't That Lovin' You Baby" (Reed)
2. "Further on Up the Road" (Don D. Robey, Joe M. Veasey)
3. "Look on Yonder Wall" (Elmore James, Marshall Sehorn)
4. "Drivin' Wheel" (Roosevelt Sykes)

## Sestava
- Steve Miller – kytara, zpěv
- Norton Buffalo – harmonika, zpěv
- Kenny Lee Lewis – kytara, zpěv
- Joseph Wooten – Hammondovy varhany, piáno, klávesy, zpěv
- Gordy Knudtson – bicí
- Billy Peterson – baskytara, zpěv
- Sonny Charles – zpěv
- Joe Satriani – kytara
- Michael Carabello – konga, perkuse
- Adrian Areas – perkuse